# Катастрофа Boeing 737 в Дарьене
Катастрофа Boeing 737 в Дарьене — авиационная катастрофа, произошедшая в субботу 6 июня 1992 года на Дарьенском пробеле. Авиалайнер Boeing 737-204 Advanced авиакомпании Copa Airlines выполнял плановый рейс CMP201 по маршруту Панама—Кали, но менее чем через 24 минуты после взлёта потерял управление, рассыпался на части и рухнул на землю. Погибли все находившиеся на его борту 47 человек — 40 пассажиров и 7 членов экипажа.
На 2023 год катастрофа рейса 201 остаётся крупнейшей авиакатастрофой в истории Панамы.

## Самолёт
Boeing 737-204 Advanced (заводской номер 22059, серийный 631) был выпущен в 1980 году (первый полёт совершил 15 января) и на период испытаний получил бортовой номер N8985V. Оснащён двумя турбореактивными двигателями Pratt & Whitney JT8D-15, пассажировместимость салона составляла 124 места. После проведения всех необходимых тестов лайнер был перерегистрирован и получил бортовой номер G-BGYL, после чего был продан авиакомпании Britannia Airways, в которую поступил 18 февраля и получил имя Jean Batten. В 1992 году был продан авиакомпании Copa Airlines, в которую поступил 17 апреля и получил бортовой номер HP-1205-CMP. На день катастрофы совершил 17 845 циклов «взлёт-посадка» и налетал 45 946 часов 47 минут.

## Экипаж и пассажиры
Самолётом управлял опытный экипаж, состав которого был таким:
- Командир воздушного судна (КВС) — 55-летний Рафаэль Карлос Чиаль (исп. Rafael Carlos Chial). Очень опытный пилот, был квалифицирован для полётов на одно- и многодвигательных самолётах, в том числе: Douglas DC-3, HS-748, Convair CV-240, CV-340, CV-440, Boeing 727 и Boeing 737. На Boeing 737 был квалифицирован в августе 1980 года. В марте 1990 года (либо 1991 года, в отчёте имеются расхождения) перенёс инфаркт миокарда, в связи с чем кратковременно был отстранён от полётов, но позже вновь допущен с ограничением не более 45 часов налёта в месяц с перерывами между полётами в 48-72 часа. Налетал 23 750 часов, около 7000 из них на Boeing 737[6].
- Второй пилот — 25-летний Сесарео Техада (исп. Cesareo Tejada). Опытный пилот, был квалифицирован на одно- и многодвигательные самолёты, в том числе на второго пилота Boeing 737. Для коррекции зрения носил очки. Также в 1985 году проходил специальные лечебные курсы и упражнения по избавлению от высокой чувствительности к головокружениям. После этого, по имеющимся данным, чувствительность к головокружениям не наблюдалась. Налетал 3450 часов, около 1600 из них на Boeing 737[6].

В салоне самолёта работали пятеро бортпроводников:
- Ирис Караманьитес (исп. Iris Karamañites),
- Флор Диас (исп. Flor Díaz),
- Ванесса Льюис (исп. Vanessa Lewis),
- Ксения Гусман (исп. Xenia Guzmán),
- Рамон Буше (исп. Ramón Bouche).

| Гражданство | Пассажиры | Экипаж | Всего |
| ----------- | --------- | ------ | ----- |
| Италия      | 1         | 0      | 1     |
| Колумбия    | 36        | 0      | 36    |
| Панама      | 1         | 7      | 8     |
| США         | 2         | 0      | 2     |
| Итого       | 40        | 7      | 47    |

## Хронология событий
Boeing 737-204 Advanced борт HP-1205CMP выполнял регулярный пассажирский рейс CMP201 (позывной — Copa 201) из Панамы (Панама) в Кали (Колумбия). В Панаме в его баки было залито 10 тонн авиатоплива и в 20:36 EST лайнер с 7 членами экипажа и 40 пассажирами на борту взлетел с взлётной полосы №21L панамского аэропорта Токумен. Согласно плану, полёт до Кали на первом участке должен был выполняться по вектору 149°, но в 20:37 экипаж в первый раз связался с Панамским центром УВД и запросил курс 120°, чтобы обойти Панамский залив, где в это время стояла плохая погода. После этого запроса экипаж сделал ещё один, но уже на курс 90°, что диспетчер и разрешил. Также согласно плану полёт должен был проходить на эшелоне FL270 (8250 метров), но этот эшелон на тот момент был недоступен, так как по нему в юго-восточном направлении следовал другой самолёт. Диспетчер сообщил экипажу о занятости эшелона FL270, но предупредил, что эшелоны FL250 (7600 метров) и FL290 (8850 метров) свободны; экипаж в итоге выбрал подъём до эшелона FL250. В 20:45 (через 9 минут после взлёта) экипаж запросил у диспетчера разрешение на занятие воздушного коридора A321, что диспетчер разрешил.
В 20:46 экипаж запросил у диспетчера дополнительную информацию о погодных условиях на маршруте полёта. Диспетчер сообщил, что на радиолокаторе в 48-80 километрах от аэропорта наблюдаются сплошные облака, а от 80 до 96 километрах от аэропорта уже наблюдаются прояснения. Также диспетчер предупредил, что из-за возможностей радиолокатора он не может определить погоду далее, чем в 96 километрах от аэропорта. Так как уже свыше этого расстояния радиолокатор может отображать только вторичные цели — сигналы ответчиков самолётов. В 20:48 экипаж доложил о занятии эшелона FL250. Это был последний зафиксированный радиообмен с рейсом CMP201. Впоследствии сотрудники авиакомпании опознали по голосу, что радиопереговоры осуществлял КВС, исходя из чего, с учётом распространённой в компании практики, управление самолётом выполнял второй пилот.
В 20:57 метка рейса CMP201 неожиданно исчезла с экрана радиолокатора. Диспетчер попытался связаться с самолётом, но ответа не было. Тогда диспетчер попросил о помощи экипаж самолёта авиакомпании Arrow Air, но и те не смогли связаться с исчезнувшим самолётом. Тогда панамские диспетчеры связались со своими колумбийскими коллегами, которые контролировали воздушное пространство на севере Колумбии, и запросили уже их попытаться связаться с рейсом 201. Когда уже и колумбийские диспетчеры не смогли установить связь с исчезнувшим лайнером, были начаты поисковые работы.
Утром следующего дня в 160 километрах северо-восточнее Панамы на территории провинции Дарьен были обнаружены обломки исчезнувшего рейса CMP201. Согласно показаниям очевидцев, находившихся неподалёку от места падения, в это время стояла ясная ночь без признаков дождя или грозы. Затем в 21:00 EST с неба упали горящие обломки, при этом никаких звуков не было слышно. Основная часть фрагментов лайнера, включая значительную часть фюзеляжа, упала в точке координат 7°54′42″ с. ш. 78°01′18″ з. д.. Все 47 человек на борту самолёта погибли.

## Расследование

### Данные параметрического самописца
Были найдены оба бортовых самописца самолёта, записи на которых практически не пострадали. Однако речевой самописец не мог помочь в расследовании, так как его микрофон оказался сломанным, и поэтому последняя запись была сделана за 9 дней до катастрофы. Согласно же параметрическому самописцу, полёт проходил нормально, пока за 95 секунд до конца записи лайнер, не меняя курса, начал медленно входить в левый крен, опуская левое крыло. Это продолжалось в течение 70 секунд, а за 25 секунд до конца записи, когда левый крен составлял 35°, самолёт начал быстро входить уже в правый крен; его нос при этом опустился вниз на 15°. Запись прекратилась на высоте 3,02 километров, когда рейс 201 в правом крене 63° летел по курсу 356° со скоростью 900 км/ч. После этого самолёт из-за запредельных перегрузок разрушился в воздухе. Анализ положения ручек в кабине и травм с ранами на телах пилотов свидетельствовал, что пилоты во время развития аварийной ситуации пытались на протяжении как минимум 10 секунд вернуть управление самолётом. Токсикологическая экспертиза их тел показала отрицательные результаты. Также не было обнаружено признаков сердечного приступа или инфаркта у членов экипажа. Экспертиза тканей пассажиров не обнаружила признаков отравления угарным газом.
Среди причин, почему самолёт вошёл в крутой крен, рассматривался десяток вариантов, из которых были определены 4 основные версии катастрофы:
- диверсия,
- взрывная декомпрессия,
- сложные погодные условия,
- отказ авиагоризонта[11].

После проведения анализа этих версий комиссия отклонила первые три из них.

### Окончательная причина катастрофы
В итоге комиссия пришла к заключению, что причиной катастрофы рейса CMP201 стало нарушение в работе авиагоризонта, вызванное коротким замыканием и последовавшим затем отказом вертикального гироскопа. Полёт выполнялся ночью на крейсерской высоте, из-за чего экипаж не мог видеть естественный горизонт, а потому руководствовался только показаниями авиагоризонта, пока не потерял контроль над самолётом. Перекрёстная проверка показаний основного и резервного авиагоризонтов при этом не проводилась. Катастрофе способствовало и то, что парк самолётов авиакомпании не был стандартизирован, так как Copa Airlines закупала лайнеры у других авиакомпаний: Britannia Airways (разбившийся самолёт), Lufthansa, Air New Zealand, Gulf Air, Malaysian Airline System (MAS) и Thai Airways International. В результате пилоты, принимая очередной самолёт, прежде всего, определяли расположение тумблеров. Также в проводимых авиакомпанией тренировках лётных экипажей недостаточно внимания уделялось вопросу о взаимодействии между пилотами в кабине.

## Культурные аспекты
Катастрофа рейса 201 Copa Airlines показана в 14 сезоне канадского документального телесериала Расследования авиакатастроф в серии Пропавший над джунглями.